# Phebalium
Phebalium es un género con 98 especies de plantas perteneciente a la familia Rutaceae.

## Especies seleccionadas
- Phebalium alpinum
- Phebalium ambiens
- Phebalium ambiguum
- Phebalium ambiguum C.A.Gardner
- Phebalium appressum Paul G.Wilson
- Phebalium bifidum P.H.Weston & M.Turton
- Phebalium brachycalyx Paul G.Wilson
- Phebalium brevifolium Paul G.Wilson
- Phebalium bullatum J.M.Black
- Phebalium canaliculatum (F.Muell. & Tate) J.H.Willis
- Phebalium clavatum C.A.Gardner
- Phebalium daviesii Hook.f.
- Phebalium distans P.I.Forst.
- Phebalium drummondii Benth.
- Phebalium elegans Paul G.Wilson
- Phebalium festivum Paul G.Wilson
- Phebalium filifolium Turcz.
- Phebalium glandulosum Hook.
- Phebalium laevigatum Paul G.Wilson
- Phebalium lepidotum (Turcz.) Paul G.Wilson
- Phebalium longifolium S.T.Blake
- Phebalium lowanense J.H.Willis
- Phebalium megaphyllum (Ewart) Paul G.Wilson
- Phebalium microphyllum Turcz.
- Phebalium nottii (F.Muell.) Maiden & Betche
- Phebalium obcordatum Benth.
- Phebalium obovatum (Paul G.Wilson) Paul G.Wilson
- Phebalium squamulosum Vent.
- Phebalium stenophyllum (Benth.) Maiden & Betche
- Phebalium tuberculosum (F.Muell.) Benth.
- Phebalium whitei Paul G.Wilson
- Phebalium woombye (F.M.Bailey) Domin